# Дикастерія богослужіння і дисципліни таїнств
Дикастерія богослужіння і дисципліни таїнств (лат. Dicasterium de Cultu Divino et Disciplina Sacramentorum) — відомство Римської курії, яке відповідає за більшість справ пов'язаних із літургійною практикою латинського обряду Римо-Католицької Церкви, на відміну від східних обрядів, що є в компетенції Східних католицьких церков. А також певних технічних питань, що стосуються таїнств.
Кардинал Антоніо Каньїсарес Льовера є кардиналом-префектом, архієпископ Артур Роше — секретар конгрегації, священик Ентоні Уорд унтер-секретар (заступник секретаря) і монсеньйор Хуан Мігель Феррер Гренеше другий унтер-секретар.

## Назва Конґреґації
- Священна Конґреґація Обрядів (1588—1969);
- Священна Конґреґація Дисципліни Таїнств (1908—1969);
- Священна Конґреґація Богослужіння (1969—1975);
- Священна Конґреґація Таїнств і Богослужіння (1975—1984);
- Конґрегація Богослужіння (1984—1988);
- Конґреґація Таїнств (1984—1988);
- Конґреґація Богослужіння і Дисципліни Таїнств (1988).

## Історія
Конґреґацію Богослужіння і Дисципліни Таїнств (лат. Congregatio de Cultu Divino et Disciplina Sacramentorum) утворив Папа Римський Павло VI об'єднавши 11 липня 1975 року (апостольська конституція Constans nobis) Священну Конґреґацію Богослужіння, що утворена 8 травня 1969 року (апостольська конституція Sacra Rituum Congregatio), й Конґреґацію дисципліни таїнств, що утворена 29 липня 1908 року (апостольська конституція Папи Пія X Sapienti Consilio). Історично вона сягає Конґреґації обрядів, яку створив Папа Сікст V 22 січня 1588 року.
Ця Конґреґація — прямий наступник Священної Конґреґації дисципліни таїнств (Sacra Congregatio de Disciplina Sacramentorum) (1908—1969).
1975 року цій Конґреґації дали назву "Конґреґація Таїнств і Богослужіння" (Congregatio de Sacramentis et Cultu Divino) і включили функції Священної Конгрегації Богослужіння (Sacra Congregatio pro Cultu Divino), яка була створена 1969 року, щоби брати відповідальність за літургійні справи, які попередньо обробляла Священна Конґреґація обрядів (Sacra Rituum Congregatio) (1588—1969).
У діяльності Конґреґації сталася перерва в 1984—1988, коли вона недовго була повторно розділена на Конґреґацію Таїнств (Congregatio de Sacramentis) і Конґреґацію Богослужіння (Congregatio de Cultu Divino), які курував один префект.

## Структура й обов'язки
До компетенції Конгрегації належить нагляд за правильністю відправлення богослужінь, належного вшанування мощей, а також за відповідністю віровченню молитов і практик благочестя. Конгрегація займається літургійними текстами, перевіркою перекладів богослужбових текстів національними мовами, а також питаннями церковної музики.
До складу Конґреґації богослужіння і дисципліни таїнств належать Спеціальна комісія для розгляду випадків юридичної недійсності висвячення й диспенсації від обов'язків диякона й пресвітера, а також Спеціальна комісія для розгляду випадків диспенсації від благословенного Римською церквою, але не завершеного вінчання.
Апостольська конституція Pastor Bonus, яку видав Папа Римський Іван-Павло II 28 червня 1988 року встановлює такі функції конгрегації:
- регулювання й сприяння літургії, найперше таїнств;
- адміністративне регулювання таїнств, особливо відносно їх чинного й законного святкування;
- просування літургійної пасторської діяльності, особливо відносно святкування Євхаристії;
- складання й перегляд літургійних текстів;
- розгляд специфічних календарів і належних текстів для Меси й Літургії годин;
- надавання recognitio до перекладів літургійних книг і їх адаптації;
- просування літургійного апостолату або святої музики, пісень чи мистецтва;
- забезпечення точного дотримання літургійних норм і запобігання й усування зловживань, де вони знайдені або існують;
- дослідження факту незавершення шлюбу й існуванні справ для надання диспенсації;
- дослідження випадків відносно нікчемності висвячення;
- регулювання культу мощей, підтвердження небесних заступників і надання прав молодшої базиліки;
- надання допомоги єпископам так, щоби прохання й набожні вправи християн могли бути створені й підтримані на високому рівні благочестя.

## Склад Конґреґації
Членами Конгрегації з 21 квітня 2012 року є:
Кардинали
- Тарчізіо Бертоне SDB (з 2005 року)[1]
- Годфрид Даннеелс
- Йоахим Майснер[2]
- Норберто Рівера Каррера
- Фрэнсіс Юджин Джордж OMI
- Іван Діас (з 2001 року)[3]
- Хуан Луїс Сіпріані Торн (з 2001 року)[3]
- Клаудиу Хуммес OFM (з 2001 року)[3]
- Хорхе Маріо Бергольо SJ (з 2001 року)[3]
- Кормак Мерфі-О’Коннор (з 2001 року)[3]
- Анджело Скола (з 2005 року)[1]
- Джастін Френсіс Рігалі (з 2003 року)[4]
- Пітер Кодво Аппіах Тарксон (з 2005 року)[1]
- Джордж Пелл (з 2005 року)[1]
- Йосип Бозанич (з 2003 року)[4]
- Жан-Батіст Фам Мин Ман (з 2003 року)[4]
- Філіпп Барбарен (з 2003 року)[4]
- Петер Ерде (с 2005 года)[1]
- Марк Велле PSS (з 2003 року)[4]
- Анджело Баньяско (з 2008 року)[5]
- Теодор-Адріен Сарр (з 2008 року)[5]
- Зенон Грохолевський (seit 2005)[1]
- Франц Роде CM (seit 2006)[6]
- Жан-П'єр Рікар (з 2010 року))[7]
- Освальд Грасіас (з 2010 року))[7]
- Анджело Амато SDB (з 2010 року))[7]
- Реймонд Лео Берк (з 2010 року)[7]
- Казиміж Нич (з 2010 року))[8]
- Альберт Малькольм Ранжит Патабендіге Дон (з 2010 року))[8]
- Мауро П'яченца (з 2010 року))[8]
- Велазіо Де Паоліс CS (з 2010 року))[8]
- Антонио Вельо (з 2012 року))[9]

Архієпископи
- Мішель-Марі-Бернар Кальве SM (з 2005 року)[1]
- Пауліно Лукуду Лоро MCCJ (з 2005 року)[1]
- Жан-Марі Унтаані Компаоре (з 2005 року)[1]
- Томас Менампарампіл SDB (з 2005 року)[1]
- Алоїз Котгассер SDB
- Буті Джозеф Тлхагале OMI (з 2005 року)[1]
- Робер Ле Галь OSB (з 2005 року)[1]
- Йоан Робу (з 2010 року)[7]
- Майкл Нері (з 2010 року)[7]

Єпископи
- Тарчізіус Нгалалекумева (з 2005 року)[1]
- Маріо Олівері
- Теренс Джон Брейн
- Кевін Майкл Меннінг
- Рейнхард Леттманн
- Філіпп Бойс OCD
- Антоній Дем'янко (з 2005 року)[1]
- Хуліан Лопес Мартін (з 2010 року)[7]
- Алоїсіус Маріаді Сутріснаамака MSC (з 2010 року)[7]

## Керівництво

### Кардинали-префекти Священної Конгрегації Дисципліни Таїнств (1908—1975)
- кардинал Доменіко Феррата — (26 жовтня 1908 — 2 січня 1914 — призначений Секретар Верховної Священної Конгрегації Священної Канцелярії);
- кардинал Філіппо Джустіні — (14 жовтня 1914 — 18 березня 1920);
- кардинал Мікеле Лега — (20 березня 1920 — 16 грудня 1935);
- кардинал Доменіко Йоріо — (20 грудня 1935 — 21 жовтня 1954);
- кардинал Бенедетто Алоїзі Мазелла — (27 жовтня 1954 — 11 січня 1968);
- кардинал Франческо Карпіно — про-префект (7 квітня 1967 — 26 червня 1967 — призначив архієпископ Палермо);
- кардинал Френсіс Джон Бреннан — (15 січня 1968 — 2 липня 1968);
- кардинал Антоніо Саморе — (1 листопада 1968 — 25 січня 1974 — призначений архиваріусом Святої Римської Церкви);
- кардинал Джеймс Роберт Нокс — (25 січня 1974 — 1 серпня 1975).

### Кардинали-префекти Конґреґації Богослужіння (1969—1975)
- кардинал Бенно Вальтер Гут (7 травня 1969 — 8 грудня 1970);
- кардинал Артуро Табера Араос (20 лютого 1971 — 8 лютого 1973);
- кардинал Джеймс Роберт Нокс — (25 січня 1974 — 1 серпня 1975).

### Кардинали-префекти Конґреґації Богослужіння і Дисципліни Таїнств (з1975року)
- кардинал Джеймс Роберт Нокс — (1 серпня 1975 — 4 серпня 1981 — призначений головою Папська Ради у справах сім'ї);
- кардинал Джузеппе Казорія — (24 серпня 1981 — 8 серпня 1984);
- кардинал Пауль Августин Майєр, O.S.B., — (8 квітня 1984 — 1 липня 1988 — призначений головою Папської комісії Ecclesia Dei);
- кардинал Едуардо Мартінес Сомало — (1 липня 1988 — 21 січня 1992 — призначений префектом Конгрегації у справах Інститутів Богопосвяченого життя і Товариств Апостольського життя);
- кардинал Антоніо Марія Хав'єрре Ортас — (24 січня 1992 — 21 липня 1996);
- кардинал Хорхе Артуро Медіна Естевес — (21 червня 1996 — 1 жовтня 2002);
- кардинал Френсіс Арінзе — (1 жовтня 2002 — 9 грудня 2008);
- кардинал Антоніо Каньїсарес Льовера — (9 грудня 2008 — дотепер).

## Виноски
1. 1 2 3 4 5 6 7 8 9 10 11 12 13 14  Nomina di Membri della Congregazione per il Culto Divino e la Disciplina [Архівовано 1 серпня 2013 у Wayback Machine.], Прес-служба Святого Престолу: Щоденний бюлетень 2 лютого 2005 року.
2. ↑  AAS 76 (1984), p. 67.
3. 1 2 3 4 5  Nomina di Cardinali Membri delle Congregazioni Romane[недоступне посилання з липня 2019], Прес-служба Святого Престолу: Щоденний бюлетень 15 травня 2001 року.
4. 1 2 3 4 5  Nomina di Membri dei Dicasteri della Curia Romana [Архівовано 23.09.2013, у Wayback Machine.], Прес-служба Святого Престолу: Щоденний бюлетень 24 листопада 2003 року.
5. 1 2  Nomina di Cardinali Membri dei Dicasteri della Curia Romana[недоступне посилання з квітня 2019], Прес-служба Святого Престолу: Щоденний бюлетень 12 липня 2008 року.
6. ↑  Nomina di Cardinali Membri dei Dicasteri della Curia Romana [Архівовано 3 листопада 2012 у Wayback Machine.], Прес-служба Святого Престолу: Щоденний бюлетень 6 травня 2006 року.
7. 1 2 3 4 5 6 7 8  Nomina di Membri della Congregazione per il Culto Divino e la Disciplina dei Sacramenti[недоступне посилання з квітня 2019], Прес-служба Святого Престолу: Щоденний бюлетень 6 липня 2010 року.
8. 1 2 3 4  Nomina di Cardinali Membri dei Dicasteri della Curia Romana [Архівовано 28 січня 2012 у Wayback Machine.], Прес-служба Святого Престолу: Щоденний бюлетень 29 грудня 2010 року.
9. ↑  Nomina di Cardinali Membri dei Dicasteri e degli Organismi della Curia Romana[недоступне посилання з квітня 2019], Прес-служба Святого Престолу: Щоденний бюлетень 21 квітня 2012 року.